# 統合機動防衛力
統合機動防衛力（とうごうきどうぼうえいりょく、英語：Dynamic Joint Defense Force）とは、動的防衛力に代わり2013年12月17日に閣議決定された平成26年度以降に係る防衛計画の大綱について（25大綱）において示された防衛力整備の基本概念のこと。

## 概要
2010年の平成23年度以降に係る防衛計画の大綱（22大綱）において、それまで30年以上に渡って堅持されていた「基盤的防衛力」は「動的防衛力」に代えられ、より柔軟に各種事態に対応できるよう示された。しかし、日本周辺および世界の安全保障環境は劇的変化を継続しており、新たに示された概念では対応しきれない事態が想定されるようになる。
2013年9月から12月の間、自民党安全保障調査会・外交部会・国防部会合同会議は8回、公明党外交安全保障調査会は6回、与党安全保障プロジェクトチームは6回、それぞれ検討状況について議論が交わされた。新大綱の検討内容には敵基地攻撃能力の整備や武器輸出三原則の見直しが含まれていた。
同年12月11日、動的防衛力に代わり統合機動防衛力が新たな防衛力整備の基本概念として、与党プロジェクトチームにおいて了承される。同日、総理大臣官邸で開催された有識者会議では安倍晋三首相は「今後のわが国のありようを決定する歴史的な文書になる」と述べている。
同年12月17日、政府は国家安全保障戦略と平成26年度以降に係る防衛計画の大綱（25大綱）を発表する。ここにおいて抑止概念は二度目の変更がなされる。新概念である統合機動防衛力は新大綱で示されたグレーゾーン対処や島嶼防衛、ミサイル防衛などの多様に事態に対し、限られた国家資源の有効活用を目指しつつ統合運用のさらなる深化を目指す。
新たに示された25大綱に基づき、能力構築を積極的に推進させるために防衛副大臣を委員長とする統合機動防衛力構築委員会が設置される。
統合機動防衛力の要旨は以下に引用する。

## 動的防衛力との違い
新大綱では、強力なリーダーシップの下で迅速な意思決定、地方公共団体、民間団体などとも連携を図りつつ、事態の推移に応じ、政府一体となってシームレスに対応することで国民の生命財産と国土防衛をなすと明記される。根底にある考え方は2010年に民主党がまとめた前大綱と大きく変わらないものの、新中期防衛力整備計画では防衛費を増額させ新型ティルトローター機や無人偵察航空機の導入、水陸機動団の新設計画を示すことで防衛力強化の姿勢を示している。新概念では統合運用の徹底、海上・航空優勢の確保や機動展開能力の整備、指揮統制・情報通信能力の強化、幅広い後方支援基盤の確立を挙げているものの、日本国際問題研究所の小谷哲男は、統合機動防衛力は動的防衛力の更新版であるとの評価を下している。
統合機動防衛力は、厳しさが増した日本周辺の安全保障環境に対応不十分になる可能性が生じより烈度の高い事態に対応し得るように、ISR活動を中心とした抑止概念である動的防衛力に代わり、新たな抑止力の考え方としての性格を持たせた。その違いは概念の説明文において「機動性」、「柔軟性」および「多目的性」の文言が「強靱性」および「連接性」に入れ替わったと指摘されている。これにより動的防衛力で示された内容よりも質と量を必要かつ充分に確保し抑止力および対処力を高めると説明されている。このように強化された新概念で、ハードおよびソフト両面における即応性、持続性、強靱性および連接性も重視する防衛力に進化している。この新概念が与党プロジェクトチームで了承された際も、「多様な活動を継ぎ目なく機動的に行える、実効的なものにする考え方だ」と評価されている。